# 폰테 룬고역
폰테 룬고 역(이탈리아어: Ponte Lungo)은 로마 지하철 A선의 역 중 하나이다. 이 역은 젤라 가, 아드리아 가, 알벤가 이브레아 가의 교차점인 아피아 누오바 가에 위치해 있다.
약 200m 떨어진 투스콜라나 역에서 FR1과 FR5와 환승이 가능하다.

## 시설
폰테 룬고 역에는 다음과 같은 시설이 있다.
- 주차장
- 매표소
- 장애인 전용 승차시설
- 에스컬레이터
- 엘리베이터
- 역 감시카메라 (CCTV)

## 역 주변
- 라티나 가
- 카파렐라 공원 (Parco della Caffarella)
- 비아 아피아 누오바
- 투스콜라나 가
- 로마 투스콜라나 역 (Stazione di Roma Tuscolana)
- 폰테 룬고